# 샌디 모리스
샌디 모리스(영어: Sandi Morris, 1992년 7월 8일~)는 미국의 육상 선수로 주 종목은 장대높이뛰기이다. 2016년 하계 올림픽 여자 장대높이뛰기 종목에서 은메달을 획득했다.